# Valīābād-e Shīrī
Valīābād-e Shīrī (persiska: وَليابادِ چِنار, Valīābād-e Chenār, ولی آباد شیری) är en ort i Iran.   Den ligger i provinsen Lorestan, i den västra delen av landet, 400 km sydväst om huvudstaden Teheran. Valīābād-e Shīrī ligger 1 326 meter över havet och antalet invånare är 232.
Terrängen runt Valīābād-e Shīrī är kuperad. Runt Valīābād-e Shīrī är det ganska tätbefolkat, med 52 invånare per kvadratkilometer. Närmaste större samhälle är Kūhdasht, 17,9 km väster om Valīābād-e Shīrī. Omgivningarna runt Valīābād-e Shīrī är i huvudsak ett öppet busklandskap.